# Fernand Largeau
Fernand Largeau (Eaux-Vives en Suisse, 1er février 1869 - Paris, 15 octobre 1932) est un officier et explorateur français qui a joué un rôle important dans l'implantation française aux Nouvelles-Hébrides.

## Biographie
Fils de Victor Largeau et frère de Victor Emmanuel Largeau, il sert dans l'infanterie coloniale de 1889 à 1891. En 1891, il décide de quitter l'armée et débarque aux Nouvelles-Hébrides avec uniquement 500 Frs en poche pour s'installer comme colon dans l'île de Vaté, près de Port Havannah. 
Devenu gérant d'une plantation de la Compagnie calédonienne des Nouvelles-Hébrides, il prend la direction de l'entreprise en 1899 et, en 1901, commande une mission d'exploration dans l'île de Santo. 
Parti de Vaté le 8 août 1901 avec un géomètre et quelques scientifiques, il entreprend à partir du 15 une traversée sud-nord de Santo avec une trentaine de Canaques et part de Luganville. Il remonte la rivière Sarakata jusqu'à sa source, passe au nord de Sanapo et de Teloma, aujourd'hui abandonnés, au cœur de populations hostiles et atteint la baie Saint-Philippe et Saint-Jacques. Il remonte ensuite la rivière Tavoli, parcourt le massif du Cumberland et conclut dans son rapport à la possible exploitation du centre de Santo, y découvrant des terres qu'il juge propices à la colonisation. Pour le compte de la Compagnie calédonienne, il achète ainsi cent mille acres de terre. 
Largeau reprend à son retour son travail de planteur à Bellevue près de Port-Vila et rentre en France en 1908. En 1911, directeur des comptoirs commerciaux de la mission de Béchade, il regagne les Hébrides. Il est à l'origine, en 1914, de la venue du naturaliste Joseph Kowalski qui y étudie la maladie des cocotiers. 
En 1921, il revient en France et devient en 1922 commissaire de l'Exposition coloniale de Marseille. Il vit ensuite à Paris mais séjourne une dernière fois aux Nouvelles-Hébrides en 1931-1932. Rentré en France fatigué, le 16 septembre 1932, il meurt à Paris à l'hôpital Necker, le 15 octobre 1932.

## Hommage
Un monument en bronze son honneur est établie à Niort en 1933. Inauguré le 14 juillet 1933, il est fondu sous le régime de Vichy en 1942. Il en reste de nos jours la stèle et le socle situé près du donjon. 

## Publications
- L'île de Vaté, Journal des Nouvelles-Hébrides, juillet-septembre 1902 et janvier 1903
- Journal du voyage, Bulletin de la Société de géographie de Lisbonne, 1903, p. 389-392
- Journal d'un voyage et séjour aux Nouvelles-Hébrides, Bulletin de la Société historique et scientifique des Deux-Sèvres, 1929, p. 301-309